# Vincenzo Di Paola
Pour les articles homonymes, voir Paola.
Vincenzo Di Paola, (également connu sous le nom d'Enzo Di Paola), né le 4 novembre 1910 à San Ferdinando di Puglia et mort à Borghetto Santo Spirito le 26 juillet 1988, est un pianiste et compositeur italien.

## Quelques-uns de ses interprètes
Dalida connaîtra avec Come prima (Tu me donnes) un de ses premiers succès dans les années 1960. C'est une adaptation de la chanson italienne Come prima, co-adaptée en français avec Jacques Larue et Mario Panzeri sur une musique co-composée en (1958) avec Alessandro Taccani (aussi connu sous le nom de Sandro Taccani).

## Dans la culture
En 1996, la consultante musicale Valérie Lindon (société Ré Flexe Music) fait figurer Come prima (Tu me donnes) (toujours interprétée par Dalida) lors des scènes de flashback du long-métrage à succès Un air de famille. Ces courtes scènes ponctuent le film, et font apparaître le réalisateur du film, Cédric Klapisch.